# Renal Ganějev
Renal Ganějev (* 13. ledna 1985 Ufa, Sovětský svaz) je ruský sportovní šermíř tatarské národnosti, který se specializuje na šerm fleretem. Rusko reprezentuje od roku 2004. Na olympijských hrách startoval v roce 2004 a 2012 v soutěži jednotlivců a družstev. V soutěži jednotlivců obsadil na olympijských hrách 2004 čtvrté místo. V roce 2004 obsadil druhé a v roce 2010 třetí místo na mistrovství Evropy v soutěži jednotlivců. S ruským družstvem fleretistů vybojoval na olympijských hrách 2004 bronzovou olympijskou medaili ve stejném roce vybojoval s družstvem titul mistrů Evropy.